# The Jayne Mansfield Story
The Jayne Mansfield Story est un téléfilm américain diffusé le 29 octobre 1980 sur le réseau CBS.

## Synopsis
La montée et la chute vertigineuse de la bombe d'Hollywood Jayne Mansfield.

## Distribution
- Loni Anderson : Jayne Mansfield
- Arnold Schwarzenegger (VF : Daniel Gall) : Mickey Hargitay
- Ray Buktenica (en) : Bob Garrett
- Kathleen Lloyd : Carol Sue Peters